# Lezaun
Lezaun en basque (Lezáun en espagnol) est une municipalité de la communauté forale de Navarre, dans le Nord de l'Espagne.
Elle est située dans la zone linguistique mixte de la province, à 41 km de sa capitale, Pampelune. Le secrétaire de mairie est celui de Abárzuza, Guesálaz, Salinas de Oro et  Vallée d'Yerri.

## Langue
Au milieu du XVIIe siècle on parlait le basque dans cette zone. Irigaray, dans sa carte de 1778 l'inclut dans la zone bascophone. Sans aucun doute, dans la carte de Louis-Lucien Bonaparte (1863), elle figure dans la zone hispanique[réf. nécessaire].

## Démographie
| Évolution démographique                                | Évolution démographique | Évolution démographique | Évolution démographique | Évolution démographique | Évolution démographique | Évolution démographique | Évolution démographique | Évolution démographique | Évolution démographique | Évolution démographique |
| 1996                                                   | 1998                    | 1999                    | 2000                    | 2001                    | 2002                    | 2003                    | 2004                    | 2005                    | 2006                    | 2007                    |
| ------------------------------------------------------ | ----------------------- | ----------------------- | ----------------------- | ----------------------- | ----------------------- | ----------------------- | ----------------------- | ----------------------- | ----------------------- | ----------------------- |
| 262                                                    | 281                     | 283                     | 278                     | 275                     | 270                     | 270                     | 263                     | 259                     | 262                     | 270                     |
| Sources: Lezáun et instituto de estadística de navarra |                         |                         |                         |                         |                         |                         |                         |                         |                         |                         |

### Sources
- (es) Cet article est partiellement ou en totalité issu de l’article de Wikipédia en espagnol intitulé « Lezáun » (voir la liste des auteurs).